# Dendromus vernayi
Dendromus vernayi (Hill & Carter, 1937) è un roditore della famiglia dei Nesomiidi endemico dell'Angola.

## Descrizione

### Dimensioni
Roditore di piccole dimensioni, con la lunghezza della testa e del corpo tra 60 e 66 mm, la lunghezza della coda tra 80 e 84 mm, la lunghezza del piede tra 19 e 22 mm, la lunghezza delle orecchie tra 13 e 14 mm.

### Aspetto
La pelliccia è relativamente lunga e setosa. Le parti dorsali sono giallo-brunastre e bruno-rossastre, la base dei peli è grigio scura, mentre le parti ventrali variano dal giallo-rosato al grigio-giallastro, una macchia bianca è presente sulla gola e sotto le ascelle. È presente una larga striscia dorsale nerastra. Le orecchie sono nerastre esternamente e rivestite di corti peli arancioni all'interno. Il dorso delle zampe è giallo-rosato. La coda è molto più lunga della testa e del corpo, è scura sopra e più chiara sotto. 

## Distribuzione e habitat
Questa specie è conosciuta soltanto nelle vicinanze di Chitau, nell'Angola centrale.
Vive a circa 1.500 metri di altitudine.

## Conservazione
La IUCN Red List, considerato che questa specie è conosciuta ancora soltanto in una località e che non ci sono informazioni circa il suo effettivo areale, lo stato della popolazione e i requisiti ecologici, classifica D.vernayi come specie con dati insufficienti (DD).